# Paul McGann
Paul McGann (født 14. november 1959) er en engelsk skuespiller, som gjorde sig alment kendt igennem BBCs The Monocled Mutineer, hvor han spillede hovedrollen. Han er også kendt for sin rolle i Withnail and I, og for at have spillet Den ottende Doktor i tv-filmen af tv-serien Doctor Who i 1996 og for Lieutenant Bush i serien Hornblower.

## Filmografi

### Film
| År   | Titel                                        | Rolle                | Noter    |
| 1987 | Withnail and I                               | "...& I"             |          |
| 1987 | Empire of the Sun                            | Lt. Price            |          |
| 1989 | Tree of Hands                                | Barry                |          |
| 1989 | The Rainbow                                  | Anton Skrebensky     |          |
| 1989 | Dealers                                      | Daniel Pascoe        |          |
| 1990 | The Monk                                     | Father Lorenzo Rojas |          |
| 1990 | Paper Mask                                   | Matthew Harris       |          |
| 1991 | Afraid of the Dark                           | Tony Dalton          |          |
| 1992 | Alien 3                                      | Golic                |          |
| 1993 | The Three Musketeers                         | Girard/Jussac        |          |
| 1997 | FairyTale: A True Story                      | Arthur Wright        |          |
| 1997 | Downtime                                     | Rob                  |          |
| 1998 | The Dance of Shiva                           | Capt. Greville       | Kortfilm |
| 2001 | My Kingdom                                   | Dean                 |          |
| 2002 | Queen of the Damned                          | David Talbot         |          |
| 2003 | Listening                                    |                      | Kortfilm |
| 2005 | Gypo                                         | Paul                 |          |
| 2005 | Naked in London                              | Mr Johnson           |          |
| 2006 | Poppies                                      | Tony Hudson          |          |
| 2006 | Always Crashing in the Same Car              | Bill Mackinnon       | Kortfilm |
| 2009 | Lesbian Vampire Killers                      | Vicar                |          |
| 2013 | A Little Place Off the Edgware Road          | James Craven         | Kortfilm |
| 2014 | The Minister of Chance: The Prologue         | Ambassador Durian    | Kortfilm |
| 2015 | Absence                                      | Man                  | Kortfilm |
| 2015 | The Pit and the Pendulum: A Study in Torture | Christian Judge      | Kortfilm |

### Fjernsyn
| År        | Titel                                                      | Rolle                | Noter                                   |
| 1983      | Give Us a Break                                            | Mo Morris            |                                         |
| 1986      | The Importance of Being Earnest                            | John Worthing        |                                         |
| 1986      | The Monocled Mutineer                                      | Percy Toplis         |                                         |
| 1990      | Drowning in the Shallow End                                | Colin                |                                         |
| 1992      | Nice Town                                                  | Joe Thompson         |                                         |
| 1995      | Catherine the Great                                        | Potemkin             |                                         |
| 1995      | The Hanging Gale                                           | Liam Phelan          |                                         |
| 1995      | The Merchant of Venice                                     | Bassanio             |                                         |
| 1995      | The One That Got Away                                      | Chris Ryan           |                                         |
| 1996      | Doctor Who                                                 | Den ottende Doktor   | The Movie                               |
| 1998      | Our Mutual Friend                                          | Eugene Wrayburn      |                                         |
| 1999      | Forgotten                                                  | Ben Turner           |                                         |
| 2000      | Nature Boy                                                 | Steve Witton         |                                         |
| 2000      | Fish                                                       | Jonathan Vishnevski  |                                         |
| 2001      | Hotel!                                                     | Ben Carter           |                                         |
| 2001      | Sweet Revenge                                              | Patrick Vine         |                                         |
| 2002      | Blood Strangers                                            | DC David Ingram      |                                         |
| 2002      | The Biographer                                             | Andrew Morton        |                                         |
| 2001–2003 | Hornblower                                                 | Lieutenant Bush      |                                         |
| 2003      | Agatha Christie's Poirot                                   | Dr. Peter Lord       |                                         |
| 2004      | Lie With Me                                                | Gerry Henson         |                                         |
| 2004      | That'll Teach 'Em                                          | Narrator             | Season 2 (2004)                         |
| 2005      | Zero Hour                                                  | Narrator             | Season 2 (2005)                         |
| 2005      | Kidnapped                                                  | Colonel MacNab       |                                         |
| 2005      | Fables of Forgotten Things                                 | Clarence             |                                         |
| 2005      | Agatha Christie's Marple                                   | Dickie Erskine       |                                         |
| 2006      | If I Had You                                               | Philip Andrews       |                                         |
| 2006      | Tripping Over                                              | Jeremy               |                                         |
| 2006      | Sea of Souls                                               | Christopher Chambers | 1 Episode                               |
| 2007      | True Dare Kiss                                             | Nash                 |                                         |
| 2009      | Collision                                                  | Richard Reeves       |                                         |
| 2010      | Jonathan Creek                                             | Hugo Doré            |                                         |
| 2010–2011 | Luther                                                     | Mark North           |                                         |
| 2011      | Waking the Dead                                            | ACC Tony Nicholson   |                                         |
| 2011      | New Tricks                                                 | DCI James Larson     | 1 Episode                               |
| 2011      | Britain's Greatest Codebreaker                             | Narrator             |                                         |
| 2012      | A Mother's Son                                             | David                |                                         |
| 2012      | SOS: The Titanic Inquiry                                   | Sir Rufus Isaacs     |                                         |
| 2013      | Ripper Street                                              | Stanley J. Bone      | 1 Episode                               |
| 2013      | Moving On                                                  | Phil                 |                                         |
| 2013      | Wildest Latin America                                      | Narrator             | [kilde mangler]                         |
| 2013      | Doctor Who                                                 | The Doctor           | Mini-episode: "The Night of the Doctor" |
| 2013      | The Five(ish) Doctors Reboot                               | Himself              | BBC Red Button webcast                  |
| 2013      | The Boy with the Incredible Brain (Extraordinary People)   | Narrator             |                                         |
| 2014      | The Bletchley Circle                                       | John Richards        |                                         |
| 2014      | Apples, Pears and Paint: How to Make a Still Life Painting | Narrator             |                                         |
| 2014      | France: The Wild Side                                      | Narrator             |                                         |
| 2014      | Cosmonauts: How Russia Won the Space Race                  | Narrator             |                                         |
| 2015      | Shark                                                      | Narrator             |                                         |
| 2015      | Hunt For The Arctic Ghost Ship                             | Narrator             |                                         |
| 2016      | The Musketeers                                             | St. Pierre           |                                         |
| 2016      | Wildest Islands of Indonesia                               | Narrator             |                                         |
| 2016-17   | Eden                                                       | Narrator             |                                         |
| 2017 -    | Holby City                                                 | John Gaskell         |                                         |